# Nachtechsen
Die Nachtechsen (Xantusiidae) sind eine Familie in der Ordnung der Schuppenkriechtiere (Squamata).
Die Xantusia-Arten bewohnen felsige, trockene Gebiete im Südwesten der USA, während die Lepidophyma-Arten mehr feuchte Regionen in Mittelamerika besiedeln, unter anderem auch Höhlen. Cricosaura lebt auf Kuba in trockeneren Habitaten, jedoch muss immer eine gewisse Grundfeuchigkeit vorhanden sein.
Die 34 Arten umfassende Familie bekam ihren Namen aufgrund der vorwiegend nachtaktiven Lebensweise. In der Abenddämmerung machen sie sich auf für die Jagd. Tagsüber verstecken sie sich in Felsspalten, unter Steinen oder Totholz und in der Laubschicht. Sie erreichen eine Gesamtlänge von bis zu 26 cm (Lepidophyma flavimaculatum) und ernähren sich von Insekten, Spinnen und gelegentlich auch von Früchten und anderen pflanzlichen Teilen.

## Merkmale
Ein Merkmal der Nachtechsen sind ihre unbeweglichen Augenlider. Diese sind wie bei den Geckos zu einer Art Brille verwachsen. Das untere Augenlid zeichnet sich durch ein durchsichtiges „Fenster“ aus. Bei Helligkeit sind ihre schlitzförmigen Pupillen sichtbar. Am Bauch und am Rücken haben sie Schuppen und auf dem Kopf einen Schuppenschild. Die Arten der Gattungen Lepidophyma und Xantusia bringen soweit bekannt lebende Jungtiere zur Welt, die bei manchen Arten über eine Plazenta im Körper der Mutter ernährt werden. Cricosaura typica legt als einzige Art der Familie Eier.

## Systematik
Xantusiidae

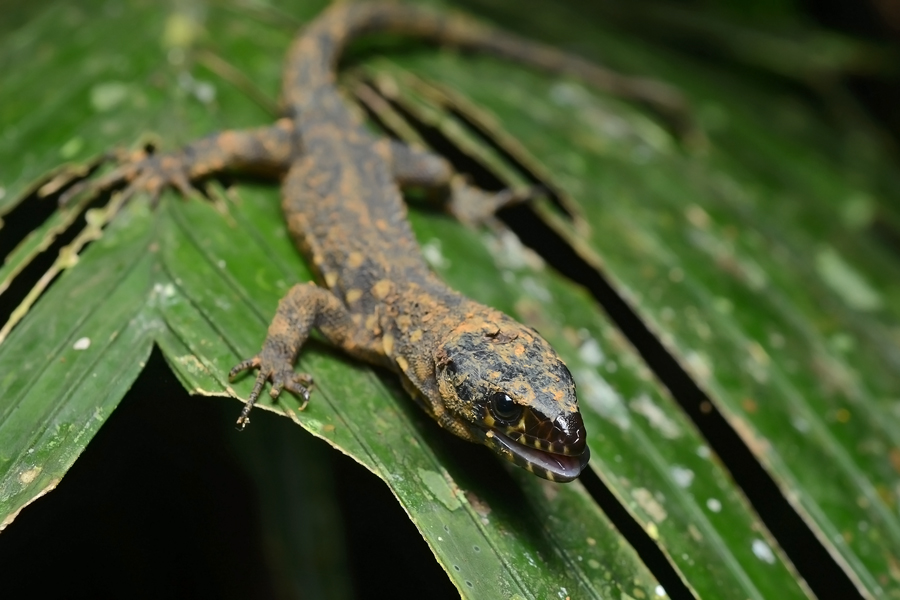
Lepidophyma flavimaculatum

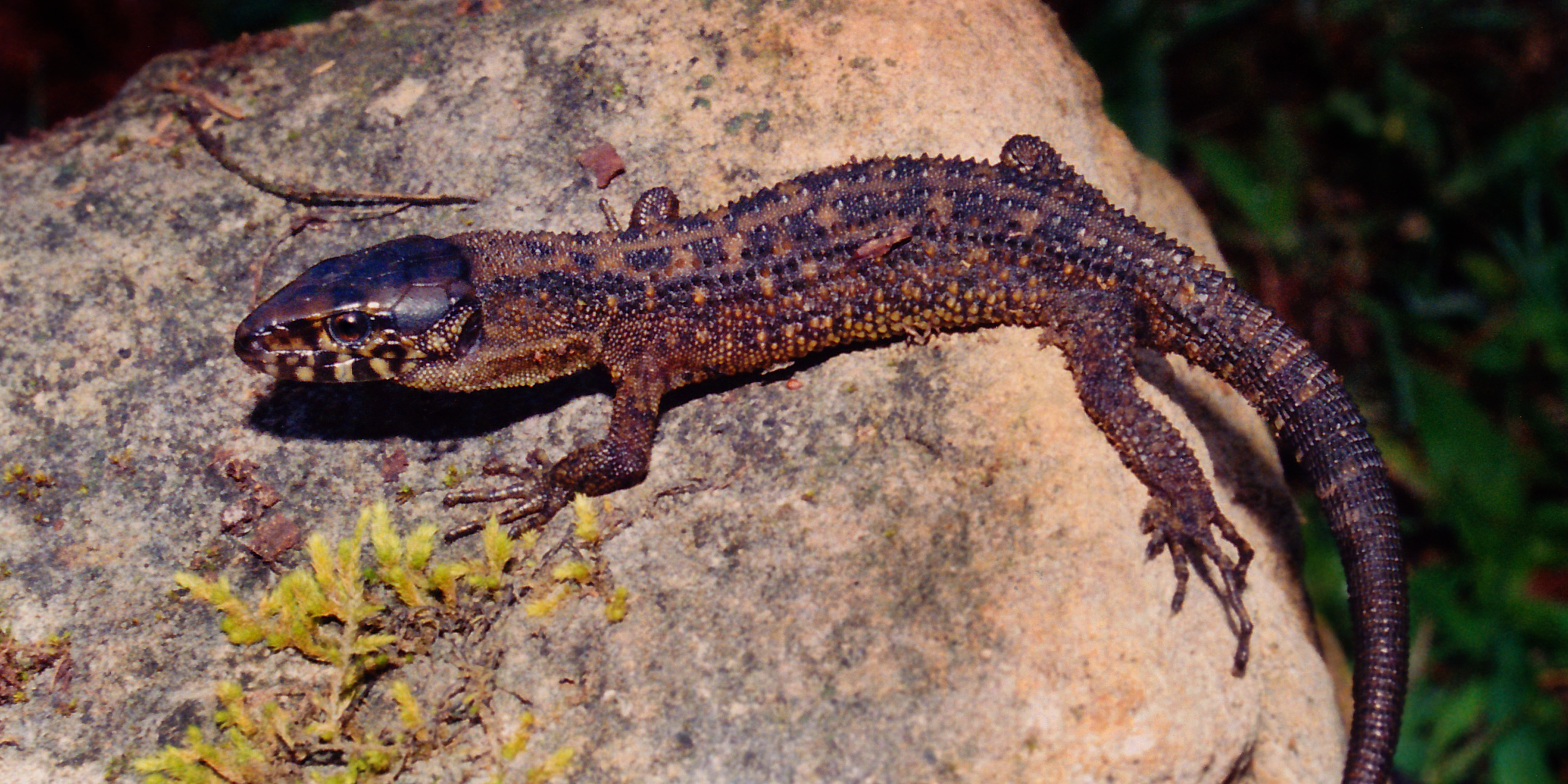
Lepidophyma sylvaticum

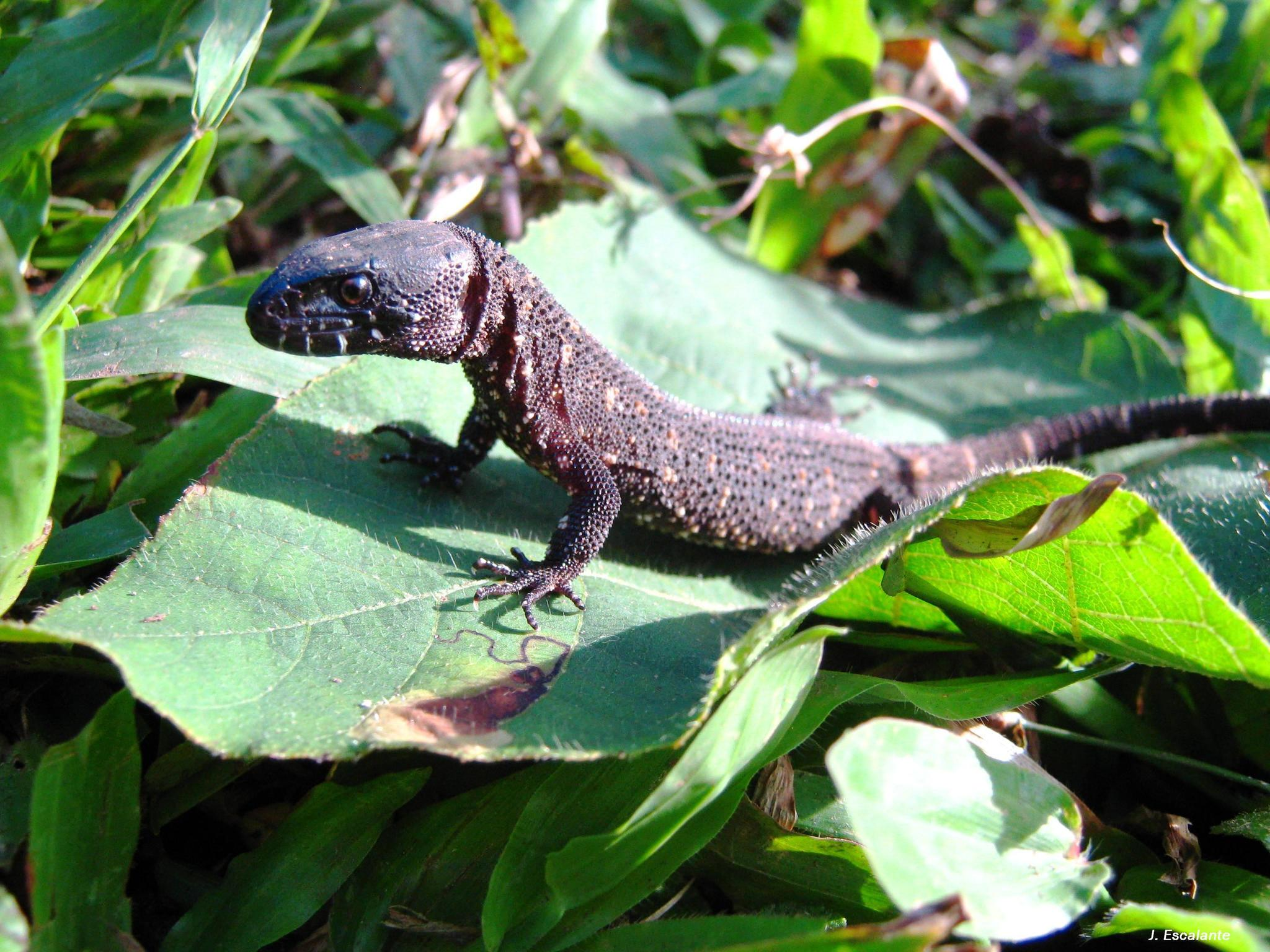
Lepidophyma tuxtlae

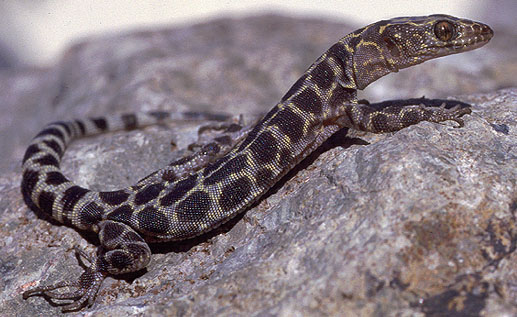
Granit-Nachtechse (Xantusia henshawi)

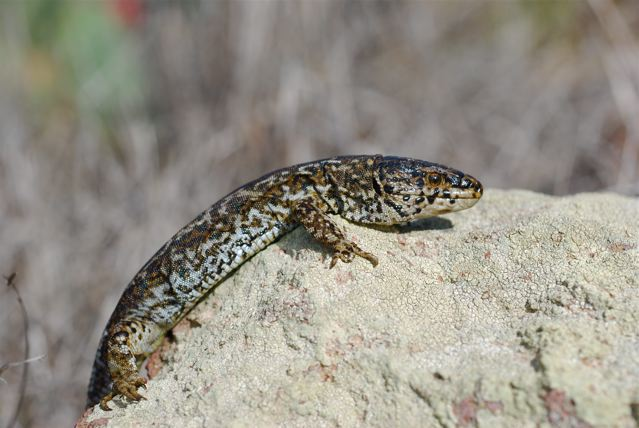
Xantusia riversiana

- Unterfamilie Cricosaurinae Lydekker, 1888
  - Cricosaura Gundlach & Peters, 1863
    - Kuba-Nachtechse (Cricosaura typica Gundlach & Peters, 1863)
- Unterfamilie Lepidophyminae Günther, 1885
  - Mittelamerikanische Nachtechsen (Lepidophyma Duméril, 1851)
    - Lepidophyma chicoasensis Alvarez & Valentin, 1988
    - Lepidophyma cuicateca Canseco-Márquez, Guttierez-Mayen & Mendoza-Hernandez, 2008
    - Lepidophyma dontomasi (Smith, 1942)
    - Krokodil-Nachtechse (Lepidophyma flavimaculatum Duméril, 1851)
    - Lepidophyma gaigeae Mosauer, 1936
    - Lepidophyma lineri Smith, 1973
    - Lepidophyma lipetzi Smith & Del Toro, 1977
    - Lepidophyma lowei Bezy & Camarillo, 1997
    - Lepidophyma mayae Bezy, 1973
    - Lepidophyma micropholis Walker, 1955
    - Lepidophyma occulor Smith, 1942
    - Lepidophyma pajapanensis Werler, 1957
    - Lepidophyma radula (Smith, 1942)
    - Lepidophyma reticulatum Taylor, 1955
    - Lepidophyma smithii Bocourt, 1876
    - Lepidophyma sylvaticum Taylor, 1939
    - Lepidophyma tarascae Bezy, Webb & Álvarez, 1982
    - Lepidophyma tuxtlae Werler & Shannon, 1957
    - Lepidophyma zongolica García-Vázquez, Canseco-Márquez & Aguilar-López, 2010
- Unterfamilie Xantusiinae Baird, 1858
  - Xantusia Baird, 1859
    - Xantusia arizonae Klauber, 1931
    - Xantusia bezyi Papenfuss, Macey & Schulte, 2001
    - Xantusia bolsonae Webb, 1970
    - Xantusia extorris Webb, 1965
    - Xantusia gilberti Van Denburgh, 1895
    - Xantusia gracilis Grismer & Galvan, 1986
    - Granit-Nachtechse (Xantusia henshawi Stejneger, 1893)
    - Xantusia jaycolei Bezy, Bezy & Bolles, 2008
    - Xantusia riversiana Cope, 1883
    - Xantusia sanchezi Bezy & Flores-Villela, 1999
    - Xantusia sherbrookei Bezy, Bezy & Bolles, 2008
    - Xantusia sierrae Bezy, 1967
    - Yucca-Nachtechse (Xantusia vigilis Baird, 1859)
    - Xantusia wigginsi Savage, 1952